# Nigel Higson
Nigel David Higson (né en 1963) est un mathématicien canadien qui travaille sur les algèbres d'opérateurs, la K-théorie algébrique et la géométrie non commutative.

## Biographie
Higson obtient son Ph.D. en 1985 à l'université Dalhousie à Halifax, sous la direction de Peter Fillmore. Il est ensuite professeur assistant pendant trois ans à UPenn, d'où il passe en 1989 à Penn State, où il est professeur.
Higson travaille d'abord sur la K-théorie des algèbres d'opérateurs, dans le cadre de la K-théorie bivariante (de) de Kasparov (de). Avec Alain Connes, il développe une simplification et une généralisation de cette théorie (en introduisant la théorie des morphismes asymptotiques, ou E-théorie) et fait des recherches sur la conjecture de Baum-Connes, qui jette un pont entre la K-théorie des opérateurs (en) et des applications en topologie différentielle, géométrie riemannienne et théorie des représentations. Avec Connes et Baum, il participe de façon essentielle à la formulation actuelle de leur conjecture et en démontre certains cas particuliers, en collaboration avec Kasparov. Il travaille aussi à des généralisations du théorème de l'indice d'Atiyah-Singer.
En 1998, Higson est orateur invité au Congrès international des mathématiciens à Berlin. En 1996, il reçoit le prix Coxeter-James et en 1995, le prix Halperin (du Symposium canadien sur les opérateurs) et le prix André-Aisenstadt. Il donne une conférence plénière au congrès de la Société mathématique du Canada de 1994. Il est membre de l'AMS et de la Société royale du Canada.
Il est marié avec la professeure Yvonne Gadelius ; ils ont une fille.

## Sélection de publications
- (avec John Roe) Analytic K-Homology, OUP, 2000
- (éditeur avec John Roe) Surveys in Noncommutative Geometry, AMS/CMI, 2006
- (avec Erik Guentner et Jody Trout) Equivariant E-theory for C*-algebras, AMS, 2000